# Самуэльссон, Леннарт
Торстен Леннарт Самуэльссон (швед. Torsten Lennart Samuelsson; 7 июля 1924, Бурос — 27 ноября 2012, Бурлэнге) — шведский футболист, правый защитник.

## Карьера
Леннарт Самуэльссон начал карьеру в клубе «Эльфсборг» в 1940 году. С 1947 года он выступал за основной состав команды, дебютировав 26 октября в матче с «Мальмё». В 1950 году он на год перешёл во французскую «Ниццу», но проведя за клуб лишь 9 матчей, из-за тяжёлой травмы — перелома ноги, вернулся в «Эльфсборг», где выступал до 1959 года. Всего за этот клуб футболист провёл 224 матча, из них 126 матчей в чемпионате Швеции, и забил 2 гола.
В составе сборной Швеции Самуэльссон дебютировал 8 июня 1950 года в матче с Голландией. В том же году он поехал в составе национальной команды на чемпионат мира, где провёл все 5 матчей. Через два года он поехал на Олимпийские игры, где также провёл все 4 игры. Всего за национальную команду Леннарт сыграл 36 матчей, также футболист провёл два матч за вторую сборную Швеции.
После завершения игровой карьеры Самуэльссон работал тренером. Он тренировал «Лулео», «Эребру» и дважды становился главным тренером «Браге». После этого он устроился на работу в муниципалитет Бурлэнге, занимаясь консультированием по поводу туризма в регионе и активного отдыха.

## Достижения
- Чемпион Франции: 1950/1951